# Jalase
Jalase – wieś w Estonii, prowincji Rapla, w gminie Raikküla.